# Mangaïzé
Mangaïzé (auch: Mangaïsé) ist ein Dorf in der Landgemeinde Tondikiwindi in Niger.

## Geographie
Das von einem traditionellen Ortsvorsteher (chef traditionnel) geleitete Dorf befindet sich rund 25 Kilometer nordwestlich des Hauptorts Tondikiwindi der gleichnamigen Landgemeinde, die zum Departement Ouallam in der Region Tillabéri gehört. Zu den Siedlungen in der näheren Umgebung von Mangaïzé zählen Tinzaou im Nordosten, Tougfouni im Südosten und Niarbou Kouara im Westen. Mangaïzé liegt auf einer Höhe von 238 m und wird zur Sahelzone gerechnet.

## Geschichte
Die Innenminister Malis und Nigers, Abdourahamane Maïga und Amadou Fiti Maïga, vereinbarten 1983 die Errichtung einer Zollaußenstelle in Mangaïzé. Dadurch sollte es ermöglicht werden, offizielle Routen für Viehwanderungen aus Mali auf nigrischen Staatsgebiet über den Ort verlaufen zu lassen. In einem nigrisch-malischen Abkommen von 1988 wurden dann sieben solcher Routen festgelegt, von den drei über Mangaïzé führten, die ihre Endpunkte in Dioundiou, Gaya und Zaziatou hatten.
Sesshafte Zarma töteten 2008 in den Dörfern Mangaïzé, Tingara und Tongo Tongo acht und im Dorf Siné Godar zwei nomadische Fulbe.

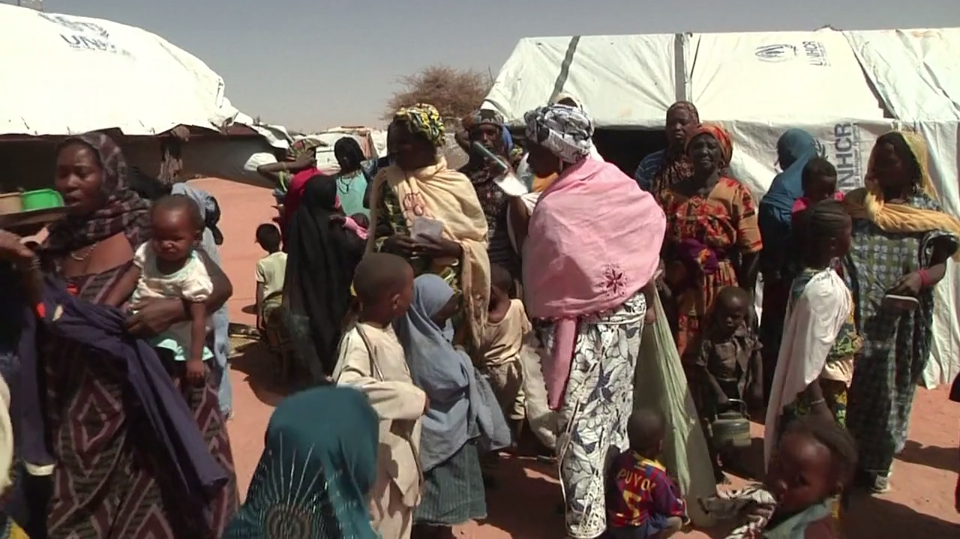
Flüchtlingslager Mangaïzé im Jahr 2013

Der UNHCR errichtete in Mangaïzé im Mai 2012 für wegen des Konflikts in Nordmali Vertriebene ein Flüchtlingslager mit einer Kapazität von bis zu 10.000 Bewohnern. Flüchtlinge aus den provisorischen Lagern in Banibangou und Siné Godar wurden im Februar 2013 hierher verlegt. Ärzte ohne Grenzen eröffneten im Mai 2013 nach einem Cholera-Ausbruch hier und in Ayérou jeweils ein Behandlungszentrum. Im Flüchtlingslager Mangaïzé lebten im Oktober 2013 auf einer Fläche von 36 Hektar 7407 Menschen, darunter 1831 Nigrer, die zuvor in Mali ansässig waren. Sie kamen vor allem aus Ménaka, ferner aus Andéramboukane und Gao in Mali. In ethnischer Hinsicht handelte es sich zu 82 % um Tuareg und zu 9 % um Songhai.
Bei einem Anschlag auf das Flüchtlingslager durch unbekannte Angreifer wurden am 30. Oktober 2014 neun Sicherheitskräfte getötet. In Mangaïzé wurden auch Binnenflüchtlinge aus Niger aufgenommen, so im Sommer 2020 mehr als 2500 Menschen, die wegen der unsicheren Lage aus der Gegend von Zaroumbey Darey geflohen waren. Das Armed Conflict Location and Event Data Project erfasste für das erste Quartal 2024 in der Region Tillabéri insgesamt 122 gewaltsame Konfliktfälle mit 394 Toten und nannte Mangaïzé unter den betroffenen Orten.

## Bevölkerung
Bei der Volkszählung 2012 hatte Mangaïzé 3669 Einwohner, die in 456 Haushalten lebten. Bei der Volkszählung 2001 betrug die Einwohnerzahl 2816 in 291 Haushalten und bei der Volkszählung 1988 belief sich die Einwohnerzahl auf 2057 in 320 Haushalten.

## Wirtschaft und Infrastruktur
Der bedeutende Viehmarkt von Mangaïzé wird von Züchtern frequentiert, die hier Vieh für den weiteren Handel verkaufen. Mit einem Centre de Santé Intégré (CSI) ist ein Gesundheitszentrum im Dorf vorhanden. Der CEG Mangaïzé ist eine Schule der Sekundarstufe des Typs Collège d’Enseignement Général. Mangels entsprechender baulicher Infrastruktur findet der Schulunterricht im Dorf in Strohhütten statt. Die Niederschlagsmessstation in Mangaïzé liegt auf 250 m Höhe und wurde 1959 in Betrieb genommen.
Von Mangaïzé führt die 27,2 Kilometer lange Landstraße RR6-003 zur Nationalstraße 24 im Gemeindehauptort Tondikiwindi. Mit dem Dorf Tilloa ist Mangaïzé über die 45 Kilometer lange Route 673, eine einfache Piste, verbunden.